# Krusudd
Krusudd är ett gammalt mått, vanligen använt inom bakning.
Måttet är inte bestämt i dagens mening, jämför till exempel med en nypa eller en knivsudd. Krusudd är det som fastnar på spetsarna på en brödkrus, och motsvarar ungefär mängden man kan få upp på baksidan av en matsked. Ordet kommer från det gamla redskapet brödkrusa som liknade en kam, och användes för att få textur eller räfflor på brödet (liknande funktion som en kruskavel har). Man doppade ned udden (änden) av brödkrusan i till exempel en skål med salt, lyfte upp den och den mängd som på detta vis erhölls utgjorde en krusudd salt.